# ماوريسيو توليدو غوتيريز
ماوريسيو توليدو غوتيريز (بالإسبانية: Mauricio Toledo Gutiérrez)‏ هو سياسي مكسيكي، ولد في 19 يونيو 1980 في مدينة مكسيكو في المكسيك. حزبياً، نشط في حزب الثورة الديمقراطية. وقد انتخب عضو مجلس النواب المكسيك.